# 28e législature de la Colombie-Britannique

La 28e législature de la Colombie-Britannique a siégé de 1967 à 1969. Ses membres sont élus lors de l'élection générale de 1966 (en). Le Parti Crédit social de la Colombie-Britannique dirigé par W. A. C. Bennett forme un gouvernement majoritaire. Le Nouveau Parti démocratique de la Colombie-Britannique (NPD) de Robert Strachan forme l'opposition officielle.
William Harvey Murray est président de l'Assemblée durant l'ensemble de la législature.

## Membre de la 28elégislature
| Député | Député                        | Circonscription           | Parti         |
| ------ | ----------------------------- | ------------------------- | ------------- |
|        | Howard Richmond McDiarmid     | Alberni                   | Créditiste    |
|        | Frank Arthur Calder           | Atlin                     | Néo-démocrate |
|        | Francis Xavier Richter        | Boundary-Similkameen      | Créditiste    |
|        | Gordon Dowding                | Burnaby-Edmonds           | Néo-démocrate |
|        | Eileen Dailly                 | Burnaby North             | Néo-démocrate |
|        | Fred Vulliamy                 | Burnaby-Willingdon        | Néo-démocrate |
|        | William Collins Speare        | Cariboo                   | Créditiste    |
|        | William Kenneth Kiernan       | Chilliwack                | Créditiste    |
|        | James Roland Chabot           | Columbia River            | Créditiste    |
|        | Daniel Robert John Campbell   | Comox                     | Créditiste    |
|        | David Barrett                 | Coquitlam                 | Néo-démocrate |
|        | Robert Martin Strachan        | Cowichan-Malahat          | Néo-démocrate |
|        | Robert Wenman                 | Delta                     | Créditiste    |
|        | George Mussallem              | Dewdney                   | Créditiste    |
|        | Herbert Joseph Bruch          | Esquimalt                 | Créditiste    |
|        | Ray Gillis Williston          | Fort George               | Créditiste    |
|        | Philip Arthur Gaglardi        | Kamloops                  | Créditiste    |
|        | Leo Thomas Nimsick            | Kootenay                  | Néo-démocrate |
|        | Hunter Bertram Vogel          | Langley                   | Créditiste    |
|        | Isabel Dawson                 | Mackenzie                 | Créditiste    |
|        | David Daniel Stupich          | Nanaimo                   | Néo-démocrate |
|        | Wesley Drewett Black          | Nelson-Creston            | Créditiste    |
|        | John McRae (Rae) Eddie        | New Westminster           | Néo-démocrate |
|        | Patricia Jordan               | North Okanagan            | Créditiste    |
|        | Dean Edward Smith             | North Peace River         | Créditiste    |
|        | Barrie Aird Clark             | North Vancouver-Capilano  | Libéral       |
|        | Raymond Joseph Perrault       | North Vancouver-Seymour   | Libéral       |
|        | Alan Brock MacFarlane         | Oak Bay                   | Libéral       |
|        | Cyril Morley Shelford         | Omineca                   | Créditiste    |
|        | William Harvey Murray         | Prince Rupert             | Créditiste    |
|        | Randolph Harding              | Revelstoke-Slocan         | Néo-démocrate |
|        | Ernest A. LeCours             | Richmond                  | Créditiste    |
|        | Donald Leslie Brothers        | Rossland-Trail            | Créditiste    |
|        | John Douglas Tidball Tisdalle | Saanich and the Islands   | Créditiste    |
|        | Willis Franklin Jefcoat       | Shuswap                   | Créditiste    |
|        | Dudley George Little          | Skeena                    | Créditiste    |
|        | William Andrew Cecil Bennett  | South Okanagan            | Créditiste    |
|        | Donald McGray Phillips        | South Peace River         | Créditiste    |
|        | Ernest Hall                   | Surrey                    | Néo-démocrate |
|        | Thomas Rodney Berger          | Vancouver-Burrard         | Néo-démocrate |
|        | Raymond Parkinson             | Vancouver-Burrard         | Néo-démocrate |
|        | Herb Capozzi                  | Vancouver Centre          | Créditiste    |
|        | Evan Maurice Wolfe            | Vancouver Centre          | Créditiste    |
|        | Alexander Barrett MacDonald   | Vancouver East            | Néo-démocrate |
|        | Robert Arthur Williams        | Vancouver East            | Néo-démocrate |
|        | Grace Mary McCarthy           | Vancouver-Little Mountain | Créditiste    |
|        | Leslie Raymond Peterson       | Vancouver-Little Mountain | Créditiste    |
|        | Garde Basil Gardom            | Vancouver-Point Grey      | Libéral       |
|        | Patrick Lucey McGeer          | Vancouver-Point Grey      | Libéral       |
|        | Thomas Audley Bate            | Vancouver South           | Créditiste    |
|        | Ralph Raymond Loffmark        | Vancouver South           | Créditiste    |
|        | William Neelands Chant        | Victoria                  | Créditiste    |
|        | Waldo McTavish Skillings      | Victoria                  | Créditiste    |
|        | Louis Allan Williams          | West Vancouver-Howe Sound | Libéral       |
|        | William Leonard Hartley       | Yale-Lillooet             | Néo-démocrate |

## Répartition des sièges
| Parti    | Parti         | Député(s) |
| -------- | ------------- | --------- |
|          | Crédit social | 33        |
|          | Néo-démocrate | 16        |
|          | Libéral       | 6         |
| Total    | Total         | 55        |
| Majorité | Majorité      | 11        |

## Élections partielles
Des élections partielles ont été tenues pour diverses autres raisons:
| Circonscription          | Député                 | Parti         | Élection         | Motif |
| ------------------------ | ---------------------- | ------------- | ---------------- | --- |
| Cariboo                  | Robert William Bonner  | Crédit social | 28 novembre 1966 | Démission de W.C. Speare pour offrir le siège à R.W. Bonner                                                                                  |
| Vancouver South          | Norman Levi            | Néo-démocrate | 21 mai 1968      | Décès de T.A. Bate le 21 septembre 1967 |
| North Vancouver-Capilano | David Maurice Brousson | Libéral       | 15 juillet 1968  | Démission de R.J. Perrault le 5 juin 1968, pour se présenter au Fédéral                                                                      |
| Oak Bay                  | Allan Leslie Cox       | Libéral       | 15 juillet 1968  | Démission de A.B. MacFarlane le 25 avril 1968, pour "raisons personnelles"; nommé à la Cour suprême de Colombie-Britannique le 26 avril 1968 |
| Revelstoke-Slocan        | William Stewart King   | Néo-démocrate | 15 juillet 1968  | Démission de R. Harding le 5 juin 1968, pour se présenter au Fédéral                                                                         |
| Burnaby-Willingdon       | James Gibson Lorimer   | Néo-démocrate | 13 janvier 1969  | Décès de F.J. Vulliamy le 20 octobre 1968 |

## Autre(s) changement(s)
- Cariboo: démission de Robert Bonner en 1969[5]